# Вулиця Дмитра Захарчука
Ву́лиця Дмитра́ Захарчу́ка — вулиця в Деснянському районі міста Києва, місцевості  Биківня, селище Радистів. Пролягає від Биківнянського провулку до вулиці Григорія Косинки.

## Історія
Вулиця виникла в 50-х роках XX століття. Назва на честь річки Ушиця — з 1957 року. 12 грудня 2024 року Київська міська рада ухвалила рішення про перейменування Ушицької вулиці на честь українського військовослужбовця, учасника російсько-української війни, який проживав на цій вулиці, — Дмитра Захарчука.